# Gran Premio de Portugal de Motociclismo de 2011
El Gran Premio de Portugal de Motociclismo de 2011 (oficialmente: bwin Grande Prémio de Portugal Circuito Estoril) fue la tercera prueba del Campeonato del Mundo de Motociclismo de 2011. Tuvo lugar en el fin de semana del 29 de abril al 1 de mayo de 2011 en el Autódromo do Estoril en Estoril, Portugal.
La carrera de MotoGP fue ganada por Dani Pedrosa, seguido de Jorge Lorenzo y Casey Stoner. Stefan Bradl ganó la prueba de Moto2, por delante de Julian Simón y Yuki Takahashi. La carrera de 125 cc fue ganada por Nico Terol, Sandro Cortese fue segundo y Johann Zarco tercero.

## Resultados

### Resultados MotoGP
| Pos.    | N.º | Corredor         | Marca  | Vueltas | Tiempo    | Parrilla | Pts. |
| ------- | --- | ---------------- | ------ | ------- | --------- | -------- | ---- |
| 1       | 26  | Dani Pedrosa     | Honda  | 28      | 45:51.483 | 3        | 25   |
| 2       | 1   | Jorge Lorenzo    | Yamaha | 28      | +3.051    | 1        | 20   |
| 3       | 27  | Casey Stoner     | Honda  | 28      | +7.658    | 4        | 16   |
| 4       | 4   | Andrea Dovizioso | Honda  | 28      | +16.530   | 6        | 13   |
| 5       | 46  | Valentino Rossi  | Ducati | 28      | +16.555   | 9        | 11   |
| 6       | 5   | Colin Edwards    | Yamaha | 28      | +32.575   | 7        | 10   |
| 7       | 7   | Hiroshi Aoyama   | Honda  | 28      | +38.749   | 11       | 9    |
| 8       | 35  | Cal Crutchlow    | Yamaha | 28      | +40.912   | 8        | 8    |
| 9       | 69  | Nicky Hayden     | Ducati | 28      | +54.887   | 13       | 7    |
| 10      | 14  | Randy de Puniet  | Ducati | 28      | +59.697   | 16       | 6    |
| 11      | 24  | Toni Elías       | Honda  | 28      | +1:00.374 | 17       | 5    |
| 12      | 65  | Loris Capirossi  | Ducati | 28      | +1:01.793 | 14       | 4    |
| 13      | 19  | Álvaro Bautista  | Suzuki | 28      | +1:24.370 | 15       | 3    |
| Ret     | 11  | Ben Spies        | Yamaha | 12      | Caída     | 5        |      |
| Ret     | 17  | Karel Abraham    | Ducati | 1       | Caída     | 12       |      |
| Ret     | 58  | Marco Simoncelli | Honda  | 0       | Caída     | 2        |      |
| Ret     | 8   | Héctor Barberá   | Ducati | 0       | Caída     | 10       |      |
| Fuente: |     |                  |        |         |           |          |      |

### Resultados Moto2
| Pos.    | N.º | Corredor            | Marca       | Vueltas | Tiempo       | Parrilla | Pts. |
| ------- | --- | ------------------- | ----------- | ------- | ------------ | -------- | ---- |
| 1       | 65  | Stefan Bradl        | Kalex       | 26      | 44:40.765    | 1        | 25   |
| 2       | 60  | Julián Simón        | Suter       | 26      | +0.147       | 3        | 20   |
| 3       | 72  | Yuki Takahashi      | Moriwaki    | 26      | +6.188       | 7        | 16   |
| 4       | 77  | Dominique Aegerter  | Suter       | 26      | +16.822      | 5        | 13   |
| 5       | 3   | Simone Corsi        | FTR         | 26      | +17.076      | 17       | 11   |
| 6       | 44  | Pol Espargaró       | FTR         | 26      | +25.956      | 10       | 10   |
| 7       | 4   | Randy Krummenacher  | Kalex       | 26      | +26.102      | 25       | 9    |
| 8       | 25  | Alex Baldolini      | Suter       | 26      | +26.333      | 12       | 8    |
| 9       | 63  | Mike Di Meglio      | Tech 3      | 26      | +26.636      | 26       | 7    |
| 10      | 34  | Esteve Rabat        | FTR         | 26      | +29.077      | 23       | 6    |
| 11      | 71  | Claudio Corti       | Suter       | 26      | +39.637      | 30       | 5    |
| 12      | 15  | Alex de Angelis     | MotoBi      | 26      | +39.913      | 28       | 4    |
| 13      | 29  | Andrea Iannone      | Suter       | 26      | +42.466      | 14       | 3    |
| 14      | 88  | Ricard Cardús       | Moriwaki    | 26      | +47.382      | 20       | 2    |
| 15      | 80  | Axel Pons           | Pons Kalex  | 26      | +47.406      | 16       | 1    |
| 16      | 35  | Raffaele de Rosa    | Moriwaki    | 26      | +48.025      | 18       |      |
| 17      | 9   | Kenny Noyes         | FTR         | 26      | +52.538      | 27       |      |
| 18      | 68  | Yonny Hernández     | FTR         | 26      | +53.478      | 33       |      |
| 19      | 21  | Javier Forés        | Suter       | 26      | +53.938      | 31       |      |
| 20      | 75  | Mattia Pasini       | FTR         | 26      | +56.089      | 19       |      |
| 21      | 93  | Marc Márquez        | Suter       | 26      | +1:04.697    | 4        |      |
| 22      | 51  | Michele Pirro       | Moriwaki    | 26      | +1:04.890    | 6        |      |
| 23      | 39  | Robertino Pietri    | Suter       | 26      | +1:17.101    | 35       |      |
| 24      | 64  | Santiago Hernández  | FTR         | 26      | +1:18.110    | 34       |      |
| 25      | 45  | Scott Redding       | Suter       | 26      | +1:26.190    | 13       |      |
| 26      | 19  | Xavier Siméon       | Tech 3      | 26      | +1:27.600    | 21       |      |
| 27      | 13  | Anthony West        | MZ-RE Honda | 26      | +1:36.540    | 29       |      |
| 28      | 95  | Mashel Al Naimi     | Moriwaki    | 25      | +1 Vuelta    | 36       |      |
| 29      | 38  | Bradley Smith       | Tech 3      | 24      | +2 Vueltas   | 15       |      |
| Ret     | 53  | Valentin Debise     | FTR         | 23      | Caída        | 32       |      |
| Ret     | 14  | Ratthapark Wilairot | FTR         | 21      | Retirado     | 24       |      |
| Ret     | 36  | Mika Kallio         | Suter       | 18      | Caída        | 22       |      |
| Ret     | 40  | Aleix Espargaró     | Pons Kalex  | 18      | Retirado     | 11       |      |
| Ret     | 54  | Kenan Sofuoğlu      | Suter       | 17      | Retirado     | 8        |      |
| Ret     | 16  | Jules Cluzel        | Suter       | 11      | Caída        | 9        |      |
| Ret     | 97  | Steven Odendaal     | Suter       | 7       | Retirado     | 37       |      |
| Ret     | 12  | Thomas Lüthi        | Suter       | 4       | Caída        | 2        |      |
| DNS     | 49  | Kev Coghlan         | FTR         |         | No salió     |          |      |
| DNS     | 76  | Max Neukirchner     | MZ-RE Honda |         | No salió     |          |      |
| DNQ     | 99  | Łukasz Wargala      | Moriwaki    |         | No clasificó |          |      |
| Fuente: |     |                     |             |         |              |          |      |

### Resultados 125cc
| Pos.    | N.º | Corredor            | Marca    | Vueltas | Tiempo     | Parrilla | Pts. |
| ------- | --- | ------------------- | -------- | ------- | ---------- | -------- | ---- |
| 1       | 18  | Nico Terol          | Aprilia  | 23      | 41:21.986  | 1        | 25   |
| 2       | 11  | Sandro Cortese      | Aprilia  | 23      | +3.671     | 2        | 20   |
| 3       | 5   | Johann Zarco        | Derbi    | 23      | +4.466     | 6        | 16   |
| 4       | 25  | Maverick Viñales    | Aprilia  | 23      | +4.468     | 11       | 13   |
| 5       | 94  | Jonas Folger        | Aprilia  | 23      | +12.140    | 8        | 11   |
| 6       | 7   | Efrén Vázquez       | Derbi    | 23      | +20.304    | 9        | 10   |
| 7       | 44  | Miguel Oliveira     | Aprilia  | 23      | +25.905    | 3        | 9    |
| 8       | 39  | Luis Salom          | Aprilia  | 23      | +46.316    | 7        | 8    |
| 9       | 26  | Adrián Martín       | Aprilia  | 23      | +46.395    | 10       | 7    |
| 10      | 15  | Simone Grotzkyj     | Aprilia  | 23      | +49.447    | 14       | 6    |
| 11      | 63  | Zulfahmi Khairuddin | Derbi    | 23      | +51.071    | 15       | 5    |
| 12      | 33  | Sergio Gadea        | Aprilia  | 23      | +1:00.365  | 12       | 4    |
| 13      | 84  | Jakub Kornfeil      | Aprilia  | 23      | +1:00.479  | 16       | 3    |
| 14      | 31  | Niklas Ajo          | Aprilia  | 23      | +1:11.738  | 19       | 2    |
| 15      | 52  | Danny Kent          | Aprilia  | 23      | +1:13.752  | 23       | 1    |
| 16      | 99  | Danny Webb          | Mahindra | 23      | +1:15.357  | 18       |      |
| 17      | 76  | Hiroki Ono          | KTM      | 23      | +1:18.155  | 21       |      |
| 18      | 77  | Marcel Schrötter    | Mahindra | 23      | +1:27.900  | 26       |      |
| 19      | 30  | Giulian Pedone      | Aprilia  | 23      | +1:32.623  | 24       |      |
| 20      | 36  | Joan Perelló        | Aprilia  | 23      | +1:35.088  | 25       |      |
| 21      | 3   | Luigi Morciano      | Aprilia  | 22      | +1 Vuelta  | 22       |      |
| 22      | 86  | Kevin Hanus         | Honda    | 22      | +1 Vuelta  | 29       |      |
| 23      | 56  | Péter Sebestyén     | KTM      | 22      | +1 Vuelta  | 27       |      |
| 24      | 69  | Sarath Kumar        | Aprilia  | 21      | +2 Vueltas | 30       |      |
| Ret     | 55  | Héctor Faubel       | Aprilia  | 19      | Caída      | 4        |      |
| Ret     | 21  | Harry Stafford      | Aprilia  | 18      | Retirado   | 17       |      |
| Ret     | 53  | Jasper Iwema        | Aprilia  | 12      | Retirado   | 20       |      |
| Ret     | 43  | Francesco Mauriello | Aprilia  | 8       | Retirado   | 28       |      |
| Ret     | 96  | Louis Rossi         | Aprilia  | 6       | Caída      | 13       |      |
| Ret     | 23  | Alberto Moncayo     | Aprilia  | 4       | Retirado   | 5        |      |
| DNS     | 17  | Taylor Mackenzie    | Aprilia  |         | No salió   |          |      |
| DNS     | 19  | Alessandro Tonucci  | Aprilia  |         | No salió   |          |      |
| Fuente: |     |                     |          |         |            |          |      |